# Wieżyca 2011 Stężyca
Wieżyca 2011 Stężyca – polski klub siatkarski ze Stężycy, założony w 2011 roku. W sezonie 2012/2013 występował w I lidze kobiet. Po jego zakończeniu, pomimo utrzymania się w I lidze, został z niej wycofany, a wszystkie zawodniczki i trener z niego odeszły. 
Przed sezonem 2012/2013 klub wykupił miejsce w II lidze od AWFiS Gedanii Gdańsk. Następnie pojawiła się możliwość gry w I ligi kobiet. Właściciel drużyny Jadar AZS Politechnika Radomska - Tadeusz Kupidura sprzedał wszystkie swoje udziały w spółce. 12 czerwca 2012 poinformowano, że Tadeusz Kupidura sprzedał udziały przedsiębiorcy z Pomorza. W sezonie 2012/2013 klub wystąpił w rozgrywkach I ligi, pod nową nazwą -  Wieżyca 2011 Stężyca